# Stormyran-Lommyran
Stormyran-Lommyran este o arie protejată (arie specială de conservare — SAC, sit de importanță comunitară — SCI, arie de protecție specială avifaunistică — SPA) din Suedia întinsă pe o suprafață de 1.051,3 ha, integral pe uscat.

## Localizare
Centrul sitului Stormyran-Lommyran este situat la coordonatele 62°23′23″N 15°42′59″E / 62.3896°N 15.7165°E.

## Înființare
Situl Stormyran-Lommyran a fost declarat sit de importanță comunitară în ianuarie 2002 pentru a proteja 1 specie de plante și 14 specii de animale. Alte tipuri de protecție:
- arie de protecție specială avifaunistică (în aprilie 2004)[2]
- arie specială de conservare (în martie 2011)[1][3][4]

## Biodiversitate
Situată în ecoregiunea boreală, aria protejată conține 7 habitate naturale: Păduri fino-scandinave bogate în ierburi cu Picea abies, Mlaștini împădurite, Mlaștini turboase de tranziție și turbării mișcătoare, Lacuri și iazuri distrofice naturale, Păduri caducifoliate de mlaștină fino-scandinave, Taiga vestică, Turbării Aapa.
La baza desemnării sitului se află mai multe specii protejate:
- plante (1): Calamagrostis chalybaea
- păsări (11): minunița (Aegolius funereus), cocoșul de mesteacăn (Bonasa bonasia), lebădă de iarnă (Cygnus cygnus), ciocănitoare neagră (Dryocopus martius), cocor (Grus grus), ciocănitoare de munte (Picoides tridactylus), ciocănitoare verzuie (Picus canus), corcodel-urechiat (Podiceps auritus), cocoșul de mesteacăn (Tetrao tetrix tetrix),  cocoș de munte (Tetrao urogallus), fluierar de mlaștină (Tringa glareola)
- mamifere (1): râs eurasiatic (Lynx lynx)
- nevertebrate (2): Stephanopachys linearis, Stephanopachys substriatus